# Joliet
Joliet — це назва розширення стандартної файлової системи ISO 9660. Вона була розроблена корпорацією Microsoft і отримала підтримку в усіх версіях Windows OS починаючи з Windows 95 і Windows NT. Її головним завданням був обхід обмежень на імена файлів, що накладався файловою системою ISO 9660.
Joliet може підтримувати довгі імена файлів в національному наборі символів (до 64 символів Unicode) закодованих в UCS-2. Ці імена зберігаються в спеціальному заголовку (Supplementary Volume Descriptor, SVD), що ігнорується програмним забезпеченням розрахованим на роботу по стандарту ISO 9660, завдяки цьому досягається зворотна сумісність.
Переважна більшість сучасних ОС, включаючи Microsoft Windows, Linux, Mac OS X, і FreeBSD, можуть зчитувати носії в форматі Joliet, з певними обмеженнями на використання не латинських символів в іменах файлів (таких як арабські, японські чи кириличні).